# Königssondergau
El Königssondergau (també "Königssundragau"), equiparat al Rheingau sovint sense cap raó, era a la riba del nord de l'alt Rin a la regió al voltant de Wiesbaden i corresponia l'antic districte d'administratiu romà de Civitas Mattiacorum. El nom "Kunigessuntera" està documentat per primer cop l'any 819. Un agent fiscal com a funcionari més alt residia al Wiesbaden actual, els agents inferiors residien a Biebrich i a Mosbach (avui part de Biebrich).
La comarca (pagus, alemany gau) existia probablement ja al començament de la dominació de Carlemany (després del771) com a propietat del rei franc i els seus hereus. Després d'això fou dividida en tres parts doncs l'antiga província del Rin alemànica que n'era part va formar en part el "Unterrheingau" (que conservava el nom de Rheingau i en part al Oberrheingau al sud del Baix Main. Llavors el Königssondergau va quedar format per l'àrea de Kemel i Bärstadt a l'oest, començant al Walluf, i passava a l'est fins a Hofheim i Eppstein, amb el Kriftel com a límit de l'est. Al nord el Taunuskamm i l'antic Limes romà formaven el límit; i al sud era el Rin. Contigus eren a l'oest la província del Rin inferior (Unterrheingau o Nierderrheingau), al nord-est el Niddagau, a l'est la Maingau, i al sud-oest la província del Oberrheingau.
L'administració de la província de domini reial era a la mà del comte de província la cort ("curtis") del qual era al castell de Wiesbaden (avui al Hessen). Als segles ix i x es va construir una torre ("castrum"), que s'ampliava a l'edat mitjana.
Els ingressos de la província pertanyien al rei franc que la utilitzava per al finançament de la seva cort. Algunes parts de la comarca, localitats i castells es donaven en feu als Gefolgsleute. Amb el pas del temps també algunes parts es donaven a l'Arquebisbat de Magúncia (com els llocs Oestrich, Geisenheim, Rüdesheim am Rhein i Lorch per diploma de l'emperador Otó II del 983, o foren venudes també a altres propietaris. L'emperador Otó III va donar el 991 en feu Biebrich i Mosbach a l'abadia de Selz a l'Alsàcia. Les donacions i les concessions feudals afavorien també als nobles i als comtes, i ja al segle xii la casa de Nassau mantenia drets comtals al voltant de Wiesbaden. Enric II de Nasau, comte de Nassau (1198-1251) va adquirir el protectorat imperial de Wiesbaden i Königssondergau el 1214 com a feu imperial. També els senyors d'Eppstein penetraven a la província, on es convertien en adversaris dels comtes de Nassau, pel l'adquisició del dret de protecció (Vogteirechten) i la compra d'Erbschaften.